# Капчино
Капчино — деревня в Кадуйском районе Вологодской области.
Входит в состав сельского поселения Семизерье (до 2015 года входила в Мазское сельское поселение), с точки зрения административно-территориального деления — в Мазский сельсовет.
Расстояние по автодороге до районного центра Кадуя — 52 км, до центра сельсовета деревни Маза — 9 км. Ближайшие населённые пункты — Бор, Уйта, Шоборово.
По переписи 2002 года население — 28 человек (13 мужчин, 15 женщин). Преобладающая национальность — русские (89 %).

## История
Время возникновения поселения не известно. В переписной книге 1645/46 года Капчино не упомянуто, вероятно по причине запустения и общего упадка хозяйства всего Белозерского крае в XVII век. Вновь заселена к 70-м годам XVII столетия.
На 1912 в деревне Капчине Боровской волости Белозерского уезда Новгородской губернии находилось 33 двора, на которых имелось 54 жилых строения. Население составляло 223 человек, из них 115 мужского пола и 108 женского. Основным занятием жителей указано земледелие, побочным - лесной заработок.
В 1931 году в д. Капчине из группы бедноты организовался колхоз «Подарок Октября». В результате укрупнения колхозов в 1950 году деревни Уйта и Капчино вошли в колхоз «Новая жизнь».

## Известные люди
Петр Николаевич Калёнов (1920 — 1996) — участник Великой Отечественной войны, помощник командира взвода 179-й отдельной роты ранцевых огнемётов, гвардии старший сержант, полный кавалер ордена Славы.